# Canelli
Canelli (piemontiul: Canèj) település Olaszországban, Piemont régióban, Asti megyében. Lakosainak száma 10 031 fő (2024. január 1.). Canelli Bubbio, Calamandrana, Calosso, Loazzolo, Moasca, San Marzano Oliveto, Santo Stefano Belbo és Cassinasco községekkel határos.

## Népesség
A település népessége az elmúlt években az alábbi módon változott:
| Lakosok száma | 10 465 | 10 430 | 10 021 | 10 031 |
|               | 2017   | 2018   | 2023   | 2024   |

## Testvértelepülések
- Menfi
- Piazza Armerina
- Mezőtúr